# Klockvivesläktet
Klockvivesläktet (Cortusa) är ett släkte i familjen viveväxter med cirka 10 arter. Klockvivor förekommer naturligt från centrala Europa till centrala och norra Asien. Blommorna är skära och klocklika på bladlösa stjälkar. Bladen är långskaftade, handflikiga och har rikligt med utspärrade hår.
Några arter odlas som trädgårdsväxter i Sverige.
Klockvivesläktet är närstående vivesläktet (Primula), särskilt Primula cortusoides men utmärks av sina spetsiga ståndare som vid basen är sammanväxta till en ring. Vivesläktet har trubbiga, fria ståndare. Det verkar dock tydligt baserat på genetiska studier att klockvivesläktet är en del av vivesläktet . Eftersom en sådan revidering ännu inte är gjord kvarstår släket Cortusa tills vidare. 

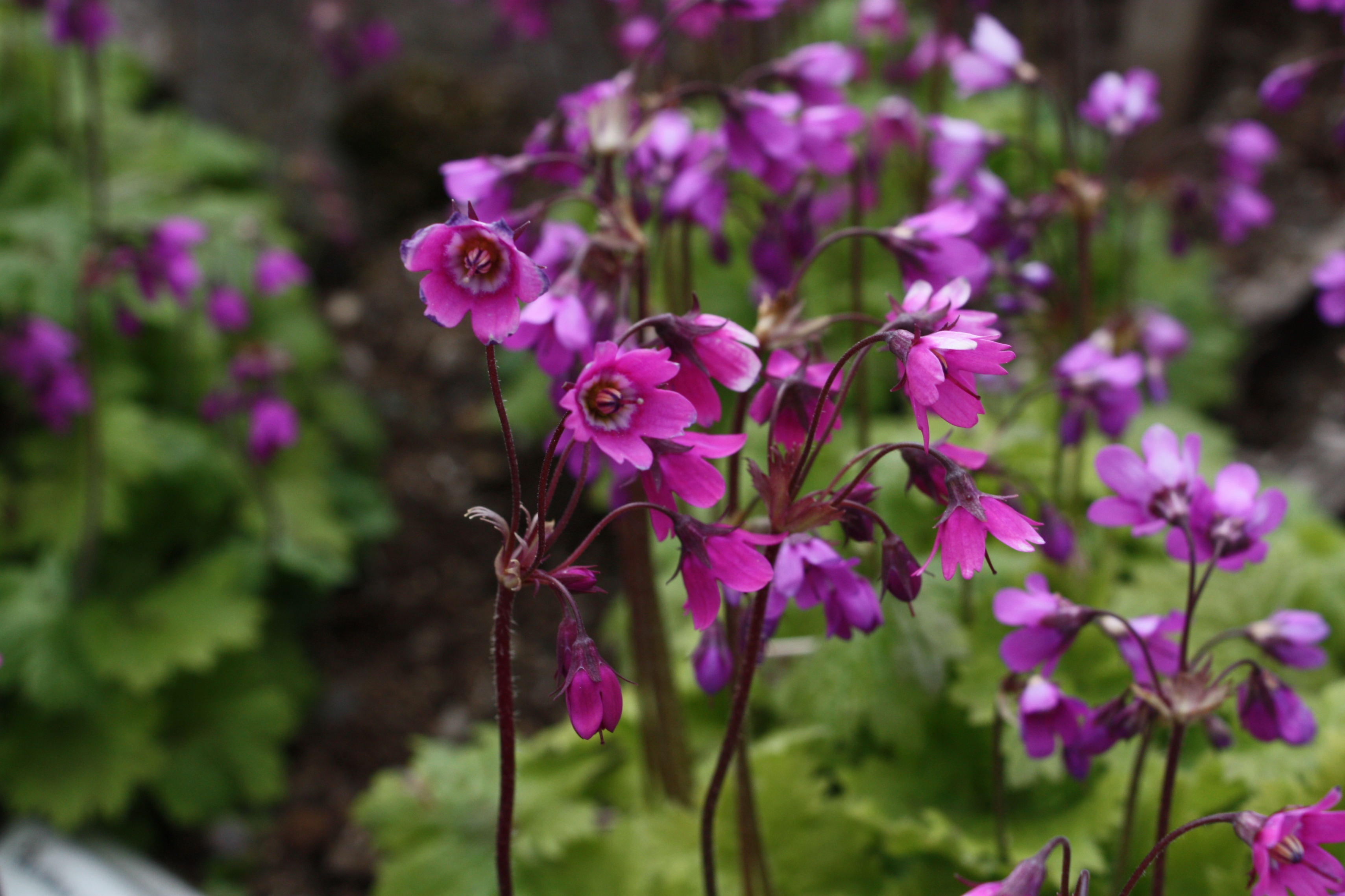
Cortusa caucasica med tydlig ståndarform.